# Margaret Ferrier

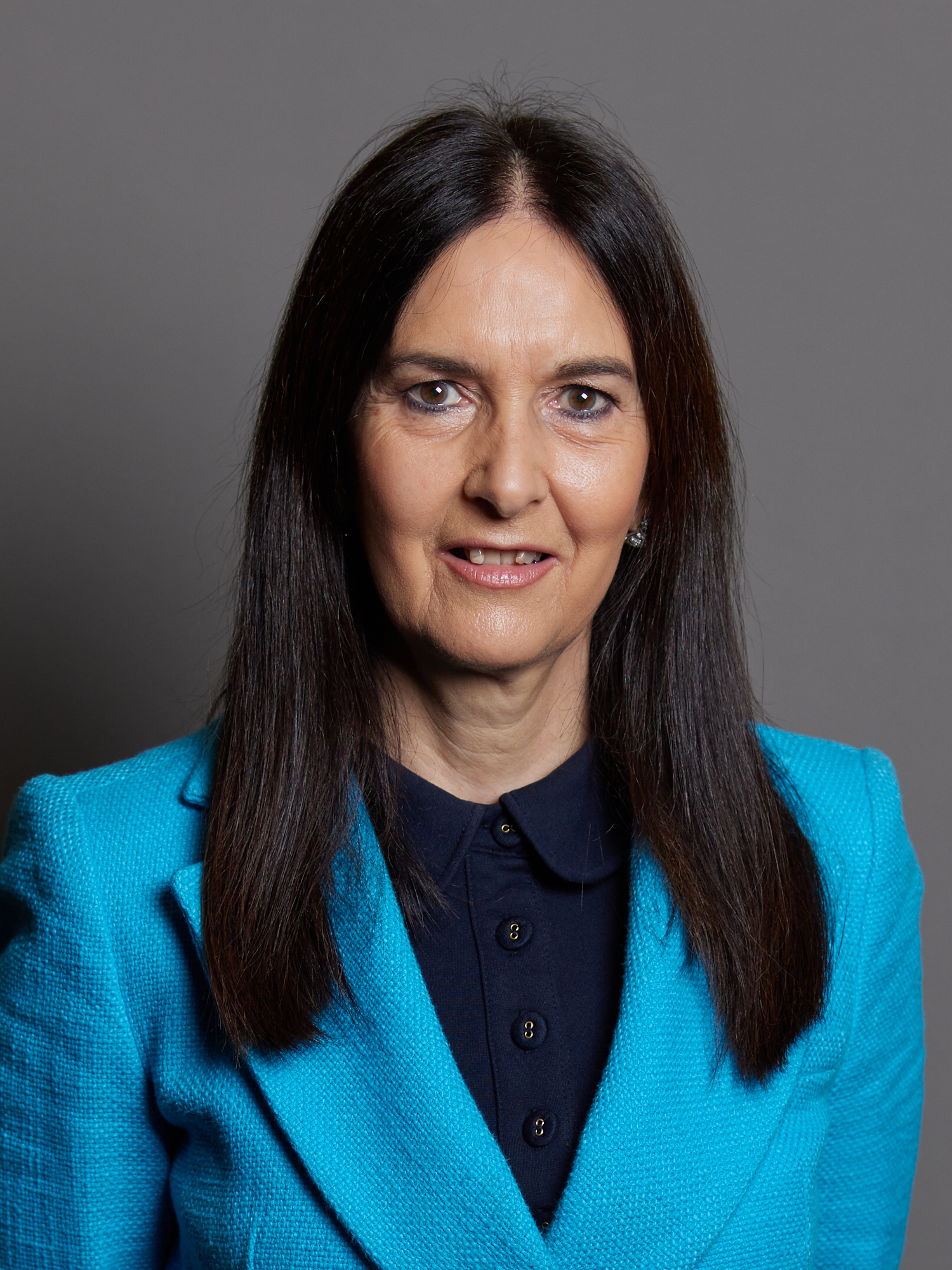
Margaret Ferrier (2020)

Margaret Ferrier (* 10. September 1960 in Glasgow) ist eine schottische Politikerin der Scottish National Party (SNP). Ihre Mitgliedschaft in der SNP-Fraktion des House of Commons wurde am 1. Oktober 2020 suspendiert als bekannt wurde, dass sie trotz eines positiven Tests auf COVID-19 mit dem Zug nach Schottland fuhr.
Anfang Januar 2021 wurde sie deshalb festgenommen und angeklagt. 

## Leben
Ferrier wurde in Glasgow geboren und zog 1972 nach Rutherglen. Nach 1990 lebte sie 15 Jahre lang in Cambuslang. Sie arbeitete als Gruppenleiterin bei einem großen Unternehmen in Motherwell und studierte an der Universität Glasgow. Ferrier ist Mitglied von Amnesty International und Mutter einer Tochter.

## Politischer Werdegang
Ferrier hat einen Sitz im Rat eines Bezirks von Cambuslang inne. Seit 2010 vertrat der Labour-Politiker Tom Greatrex Ferriers Heimatwahlkreis Rutherglen and Hamilton West im britischen Unterhaus. Zu den Unterhauswahlen 2015 stellte die SNP die zu diesem Zeitpunkt 54-jährige Ferrier in diesem Wahlkreis auf. Mit den massiven Stimmgewinnen der SNP bei diesen Wahlen gewann sie mit einem Stimmenanteil von 52,6 % das Mandat deutlich und zog in der Folge erstmals in das House of Commons ein. Im Schattenkabinett der SNP ist  Ferrier als Sprecherin des Schottland-Amts vorgesehen. Bei den vorgezogenen Unterhauswahlen 2017 unterlag Ferrier dem Labour-Herausforderer Gerard Killen knapp und schied in der Folge aus dem House of Commons aus. Sie eroberte bei den Unterhauswahlen 2019 ihr Mandat zurück.